# Коронавірусна хвороба 2019 в Італії
Спалах коронавірусної хвороби 2019 в Італії — це поширення пандемії коронавірусної хвороби 2019 територією Італії.

## Перебіг подій

### 2020
Станом на 24 лютого в Італії було зафіксовано найбільший спалах коронавірусної хвороби серед європейських країн. Заразилося 215 людей, 4 хворих померло, 2 вилікувано. Станом на 29 березня Італія залишається «лідером» серед країн ЄС за кількістю інфікованих та померлих від коронавірусу.
31 січня в Римі були підтверджені перші два випадки захворювання COVID-19. Два китайських туриста прилетіли 23 січня до Мілану і поїхали до Риму на туристичному автобусі.
21 лютого в муніципалітеті Во Еуганео було виявлено інфікованого, а вже наступного дня помер один житель. Після цього містечко було повністю протестовано і виявлених носіїв коронавірусу та контактних осіб було ізольовано. Проведений тест через 10 днів показав зменшення захворюваності на 90 % і виявили ще 6 носіїв, у яких не було жодних симптомів хвороби.
22 лютого 10 міст у регіонах Ломбардія та Венето закрито на карантин. У них проживає близько 50 тисяч людей. Закрито школи, магазини, скасовано всі масові заходи, обмежено залізничне сполучення, людей просили залишатися вдома.
25 лютого кількість хворих зросла до 322, найбільше їх було в Ломбардії — 240. Кількість померлих від вірусу зросла до 10. Загалом, коронавірус поширився на 7 регіонів країни. 109 осіб було госпіталізовано, 29 перебували у відділеннях інтенсивної терапії.
27 лютого голова Департаменту цивільного захисту Анджело Борреллі повідомив, що за добу зафіксовано 75 нових випадків інфікування вірусом. Загальна кількість заражень сягнула 528, 14 хворих померло, 37 осіб перебували у реанімації. Зазначалося, що поширення коронавірусу охопило невелику територію. Карантин було запроваджено в окремих населених пунктах, які займають 0,5 % території Ломбардії і 0,2 % території Венето.
27 лютого в Італії в українки діагностували коронавірус. Згодом цю інформацію підтвердило МЗС України.
Станом на 6 березня кількість зафіксованих заражень становила 3 916, на 620 заражень більше, ніж добу раніше. Кількість померлих від коронавірусної хвороби за добу зросла на 49, і становила 197. 2 394 пацієнтів госпіталізовано, решта перебували вдома, у самоізоляції. 462 пацієнти були у важкому стані.
8 березня в Італії було госпіталізовано громадянку України, яка працювала в провінції Брешія, в тяжкому стані, вона мала проблеми з диханням.
9 березня 2020 року Уряд Італії поширив суворі заходи карантину, які включали заборону публічних зібрань, на всю територію країни, кількість хворих досягла 9 тис., кількість померлих — 400 осіб, за цими показниками Італії посіла друге місце у світі після Китаю.
11 березня в Італії різко зросло число жертв коронавірусу, їх нарахували 12 тисяч, понад дві тисячі випадків було зареєстровано за добу. Внаслідок ускладнень, спричинених SARS-CoV-2, помер президент Медичної асоціації провінції Варезе Роберто Стелла, що одним з перших взявся за лікування пацієнтів з Covid-19 в Ломбардії.
Загалом в Італії при вдвічі меншій кількості заражених летальність від коронавірусу у 8 разів вища, ніж у Китаї. В епіцентрі спалаху, Ухані, летальність від вірусу становила 1,4 %, натомість у Італії цей показник на 19 березня сягав 8,3 %.
19 березня в Італії від вірусу померло 427 людей, після чого кількість летальних випадків сягнула 3405 осіб. Кількість інфікованих сягнула 41.035 людей. Італія виходить на перше місце за кількістю загиблих від коронавірусу, випередивши за цим показником Китай. Італія зберігатиме перше місце за цим показником 18 днів, до 7 квітня.
23 березня в країні другу добу поспіль фіксували зменшення кількості смертей від коронавірусу, кількість жертв перевищила 6 тисяч, а за добу померло 602 людини.
25 березня в Італії уповільнилося зростання смертності, вірус діагностовано у 57,521 людини, за добу зафіксовано 683 летальних випадки і 3,491 новий випадок зараження.
9 квітня кількість медиків, що померли від коронавірусу, зросла до 100 осіб, всього заразилося 12 681 медичних працівників. Загальна кількість хворих в Італії складає 139 000 осіб.
21 квітня вперше з початку епідемії в Італії зменшилася кількість хворих. 107 709 хворих з коронавірусом проти 108 237 днем раніше. Цьому сприяло одужання більшої, ніж у попередні дні, кількості пацієнтів 2723, що на 5 % більше за попередню добу.
24 квітня кількість активних випадків коронавірусу знижується 4 добу поспіль. Загальна кількість зареєстрованих випадків інфікування складає 192994 осіб (на 3021 більше, ніж за попередню добу — 2646 нових випадків).
2 травня було зафіксоване зростання смертності за добу — до 474, проте згодом встановили, ще це сталося лише через те, що подали невраховані смерті попереднього періоду, а за останню добу померло людей навіть менше, ніж за попередню — 192. Кількість хворих із COVID-19 у реанімації продовжує невпинно спадати вже протягом майже місяця, цього дня їх 1539. На початку квітня ця кількість перевищувала 4000.
4 травня Італія частково скасувала карантин. Нові послаблення передбачають відновлення роботи виробництв, будівельних компаній та деяких оптових торговців. Через два тижні має запрацювати роздрібна торгівля. Водночас зберігається значна частина заборон — не можна їздити до інших регіонів, треба дотримуватися протоколів безпеки тощо.
В травні було узгоджено відкриття кордонів з 3 червня з країнами Шенгенської зони, Швейцарією й Монако. При цьому самоізоляція після в'їзду в країну протягом 14 днів більше не буде обов'язковою.
10 липня Італія заборонила пряме і непряме авіасполучення з 13 країнами, що не входять в ЄС. Заборона будь-якого в'їзду, включно з транзитним, стосується і людей, що за останні 2 тижні відвідували Вірменію, Бахрейн, Бангладеш, Бразилію, Боснію і Герцеговину, Чилі, Кувейт, Північну Македонію, Молдову, Оман, Панама, Перу, а також Домініканську Республіку.
12 жовтня в Італії запланувала посилення карантину через черговий спалах захворюваності. 10 жовтня вперше з березня тут було зареєстровано понад 5000 нових випадків.
23 жовтня в Неаполі протест проти коронавірусних обмежень переріс у заворушення.
25 жовтня в країні було закрито ресторани, бари та кінотеатри, а в деяких регіонах введено комендантську годину.
27 жовтня протести проти карантину переросли у масові заворушення, демонстранти спалювали сміття у Мілані, Турині та Неаполі.
31 жовтня у Флоренції пройшли нові протести проти карантину, було затримано 20 учасників.
4 листопада в Італії було посилено карантин і введено комендантську годину з 22:00 до 5:00. Також було закрито музеї та виставки, а старші класи шкіл перевели на дистанційне навчання. Торгові центри не будуть працювати на вихідних.
21 листопада в школярі в Римі провели протест проти карантину.
В грудні президент Італійського статистичного агентства ISTAT Джан Карло Блангіардо заявив, що за підсумками 2020 року в Італії можуть зафіксувати понад 700 тисяч смертей, що є найвищим показником з часів Другої світової війни.
20 грудня в країні було виявлено перший випадок зараження новим, мутованим типом вірусу у людини, що повернулася з Британії.
Станом на 23 грудня в Італії було понад 70 000 смертей від коронавірусу, це найбільше у Європі.

### 2021
4 січня Італія відклала відкриття гірськолижних курортів на кілька тижнів.
13 січня в Італії було продовжено режим надзвичайної ситуації. 27 січня було оголошено, що Італія планує випустити свою COVID-вакцину у вересні 2021 року та прищепити нею близько мільйона осіб.
1 березня було посилено карантин, зокрема, закрито школи й обмежено виїзд.
15 березня Німеччина, Франція та Італія зупинили використання вакцини AstraZeneca через можливість утворення тромбів після вакцинації.
7 квітня в Римі пройшли протести через карантин, в ході яких сталися сутички з поліціянтами. 12 квітня було оголошено, що в червні кордони країни буде відкрито, а туристи необхідно або пройти повний курс вакцинації та мати відповідний сертифікат, або пред'явити негативний результат тесту на коронавірус. з 26 квітня у країні почалося поступове послаблення карантину.
7 червня у регіоні Венето, де розташовано Венецію, було знято майже всі карантинні обмеження, зокрема, дозволено роботу кафе і припинено діяльність комендантської години. 14 червня в країні було дозволено продовження використання вакцини AstraZeneca для людей старше 60 років, уряд скасував попередню заброну. 28 червня в Італії було скасовано масковий режим на вулицях.
Станом на 19 липня, в країні було вакциновано понад половину населення, старшого 12 років.
9 вересня Італійське агентство з ліків (Aifa) схвалило введення бустрених вакцин, починаючи з кінця вересня. Щеплення вакцинами Pfizer та Moderna розраховано на 500 тис. осіб із ослабленим імунітетом. Згодом було заплановано початок обов'язкового щеплення для державних службовців, яка може стосуватися 1,2 млн співробітників.
Станом на 11 жовтня в Італії було вакциновано 80 % населення, старшого 12 років.
17 грудня було виявлено 26 тис. нових заражень, це було найвищим показником з 12 березня. Але 23 грудня було зафіксовано найвищу кількість хворих з початку пандемії — 44.595 випадків за добу.
31 грудня протягом доби в країні було виявлено 140 тис. хворих, що стало черговим антирекордом країни.

## Причини високої смертності
В країні найвища у світі смертність серед інфікованих — близько 8 %, в той час, як у Китаї близько 3 % і менше 1 % в Німеччині. Таку високу смертність пов'язують із тим, що Італія має найстаріше населення на Землі після Японії. Абсолютна більшість померлих (за даними Bloomberg 99 %) мали хронічні хвороби. Лише близько 1 % не мали хронічних хвороб. Причому середній вік померлих 79,5 роки.
Станом на 17 березня від хвороби померли 17 осіб до 50 років. Усі жертви, які не досягли 40 років, були чоловіками із серйозними хворобами.

## Експеримент уВо Еуганео
Містечко Во Еуганео на півночі Італії відразу опинилося в епіцентрі епідемії коронавірусу. Перший інфікований був виявлений ще 21 лютого, а вже 22 лютого помер 78-річний дідусь. Всім 3400 мешканцям містечка зробили тест. Тест виявив коронавірус навіть у тих, у кого жодних симптомів не було. На одного хворого із симптомами припадало 10 інфікованих без симптомів. Інфікованих (а це 3 % населення), та тих, хто із ними контактував, ізолювали. Через 10 діб тест повторили, кількість інфікованих впала на 90 %. Повторний тест виявив 6 осіб без симптомів, але з позитивною реакцією на тест. Їх ізолювали.

## Пропагандистська акція Росії
22 березня 2020 року Росія відправила до Італії свої військові літаки із лікарями та медичними засобами. Більшість ЗМІ (особливо українські) такі дії Росії оцінили, як пропагадистські, оскільки на той час Росія вже була на початку епідемії і власних сил Росії не вистачало на подолання наслідків епідемії в Росії. Керівництво Росії намагається, таким чином, створити ілюзію, що Росія «спаситель Європи» і санкції з Росії необхідно зняти. Акція Росії отримала переважно схвальні відгуки в Італії.
За даними італійського видання La Stampa близько 80 % гуманітарної допомоги виявилися непотрібними або малокорисними, при чому по країні вільно пересуваються російські військові біля баз НАТО. У той же час нарікання викликало і те, що Росія відправила вантаж військовими літаками, а не літаками МНС, і замість цивільних лікарів на борту були військові лікарі.

## Дезінформація
Було зафіксовано десятки фальшивих новин, розповсюджених з російських екаунтів.

## Статистика

### За регіоном
| Ломбардія                              | 41,007 | 6,360  | 15.5 | 1,328 | 3.2 | 9,255  | 22.6 | 107,398 | 38.2 |
| Емілія-Романья                         | 13,119 | 1,443  | 11.0 | 333   | 2.5 | 1,141  | 8.7  | 52,991  | 24.8 |
| Венето                                 | 8,358  | 392    | 4.7  | 355   | 4.2 | 715    | 8.6  | 94,784  | 8.8  |
| П'ємонт                                | 8,206  | 684    | 8.2  | 443   | 5.3 | 254    | 3.1  | 24,058  | 34.5 |
| Тоскана                                | 4,122  | 215    | 5.2  | 275   | 6.7 | 121    | 2.9  | 27,579  | 14.9 |
| Марке                                  | 3,558  | 386    | 10.8 | 168   | 4.7 | 12     | 0.3  | 10,431  | 34.1 |
| Лігурія                                | 3,076  | 377    | 12.3 | 166   | 5.4 | 420    | 13.7 | 9,100   | 33.8 |
| Лаціо                                  | 2,706  | 136    | 5.0  | 133   | 4.9 | 208    | 7.7  | 27,744  | 9.8  |
| Кампанія                               | 1,759  | 117    | 6.7  | 135   | 7.7 | 86     | 4.9  | 11,805  | 14.9 |
| Тренто (провінція)                     | 1,594  | 129    | 8.1  | 75    | 4.7 | 172    | 10.8 | 5,950   | 26.8 |
| Апулія                                 | 1,549  | 86     | 5.6  | 99    | 6.4 | 31     | 2.0  | 12,361  | 12.5 |
| Фріулі-Венеція-Джулія                  | 1,480  | 98     | 6.6  | 60    | 4.1 | 241    | 16.3 | 13,397  | 11.0 |
| Сицилія                                | 1,460  | 65     | 4.5  | 71    | 4.9 | 65     | 4.5  | 13,814  | 10.6 |
| Абруццо                                | 1,293  | 88     | 6.8  | 68    | 5.3 | 36     | 2.8  | 7,730   | 16.7 |
| Больцано (провінція)                   | 1,214  | 64     | 5.3  | 56    | 4.6 | 116    | 9.6  | 10,137  | 12.0 |
| Умбрія                                 | 1,023  | 31     | 3.0  | 46    | 4.5 | 95     | 9.3  | 7,685   | 13.3 |
| Сардинія                               | 638    | 27     | 4.2  | 23    | 3.6 | 29     | 4.5  | 4,598   | 13.9 |
| Калабрія                               | 614    | 25     | 4.1  | 19    | 3.1 | 12     | 2.0  | 8,485   | 7.2  |
| Валле-д'Аоста                          | 584    | 43     | 7.4  | 26    | 4.5 | 2      | 0.3  | 1,480   | 39.5 |
| Базиліката                             | 202    | 4      | 2.0  | 18    | 8.9 | 1      | 0.5  | 1,585   | 12.7 |
| Молізе                                 | 127    | 9      | 7.1  | 9     | 7.1 | 18     | 14.2 | 918     | 13.8 |
|                                        |        |        |      |       |     |        |      |         |      |
| Італія                                 | 97,689 | 10,779 | 11.0 | 3,906 | 4.0 | 13,030 | 13.3 | 454,030 | 21.5 |
| Примітка: Дані на 2020/03/29 17:00 CET |        |        |      |       |     |        |      |         |      |

### За статтю та віком
|                                                                           |          | Випадки   | Випадки | Смерті | Смерті  | Смертність (%) |
| Кількість                                                                 | (%)      | Кількість | (%)     |        |         | Смертність (%) |
| ------------------------------------------------------------------------- | -------- | --------- | ------- | ------ | ------- | -------------- |
| Всього                                                                    | Всього   | 35,731    | (100.0) | 3,047  | (100.0) | (8.5)          |
| Стать                                                                     | Чоловіки | 20,686    | (57.9)  | 2,139  | (70.2)  | (10.3)         |
| Стать                                                                     | Жінки    | 14,378    | (42.1)  | 890    | (29.8)  | (6.2)          |
| Вік                                                                       | Понад 90 | 1,115     | (3.1)   | 285    | (9.4)   | (25.6)         |
| Вік                                                                       | 80–89    | 5,352     | (15.0)  | 1,243  | (40.8)  | (23.2)         |
| Вік                                                                       | 70–79    | 7,121     | (19.9)  | 1,090  | (35.8)  | (15.3)         |
| Вік                                                                       | 60–69    | 6,337     | (17.7)  | 312    | (10.2)  | (4.9)          |
| Вік                                                                       | 50–59    | 6,834     | (19.1)  | 83     | (2.7)   | (1.2)          |
| Вік                                                                       | 40–49    | 4,396     | (12.3)  | 25     | (0.8)   | (0.6)          |
| Вік                                                                       | 30–39    | 2,525     | (7.1)   | 9      | (0.3)   | (0.4)          |
| Вік                                                                       | 20–29    | 1,374     | (3.8)   | 0      | (0.0)   | (0.0)          |
| Вік                                                                       | 10–19    | 270       | (0.8)   | 0      | (0.0)   | (0.0)          |
| Вік                                                                       | 0–9      | 205       | (0.6)   | 0      | (0.0)   | (0.0)          |
| Вік                                                                       | н/д      | 202       | (0.6)   | 0      | (0.0)   | (0.0)          |
| Джерело: аналіз Istituto Superiore di Sanità на даних на 19 березня 2020. |          |           |         |        |         |                |

|  | На цьому місці має відображатися графік чи діаграма, однак з технічних причин його відображення наразі вимкнено. Будь ласка, не видаляйте код, який викликає це повідомлення. Розробники вже працюють для того, щоби відновити штатне функціонування цього графіка або діаграми. |

|  | На цьому місці має відображатися графік чи діаграма, однак з технічних причин його відображення наразі вимкнено. Будь ласка, не видаляйте код, який викликає це повідомлення. Розробники вже працюють для того, щоби відновити штатне функціонування цього графіка або діаграми. |

|  | На цьому місці має відображатися графік чи діаграма, однак з технічних причин його відображення наразі вимкнено. Будь ласка, не видаляйте код, який викликає це повідомлення. Розробники вже працюють для того, щоби відновити штатне функціонування цього графіка або діаграми. |

## Галерея

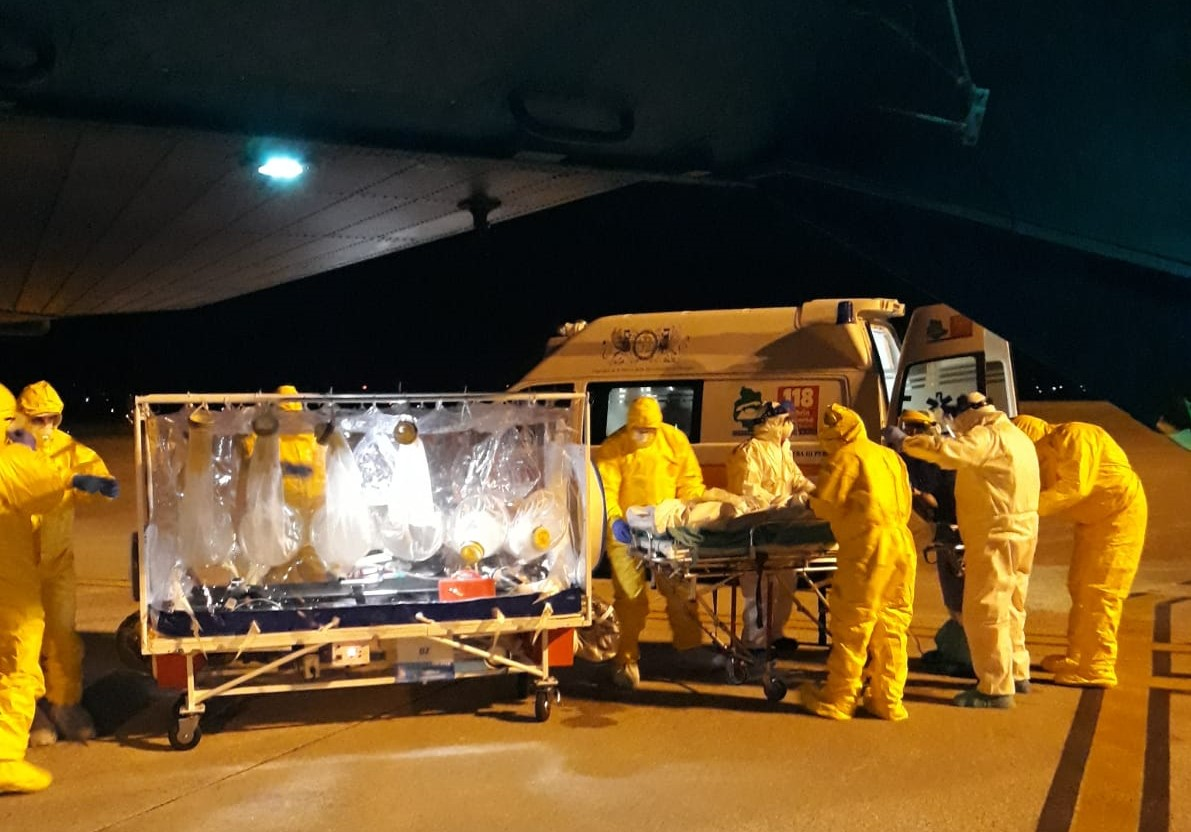
Медики транспортують пацієнта в біоконтейнері в місті Червія
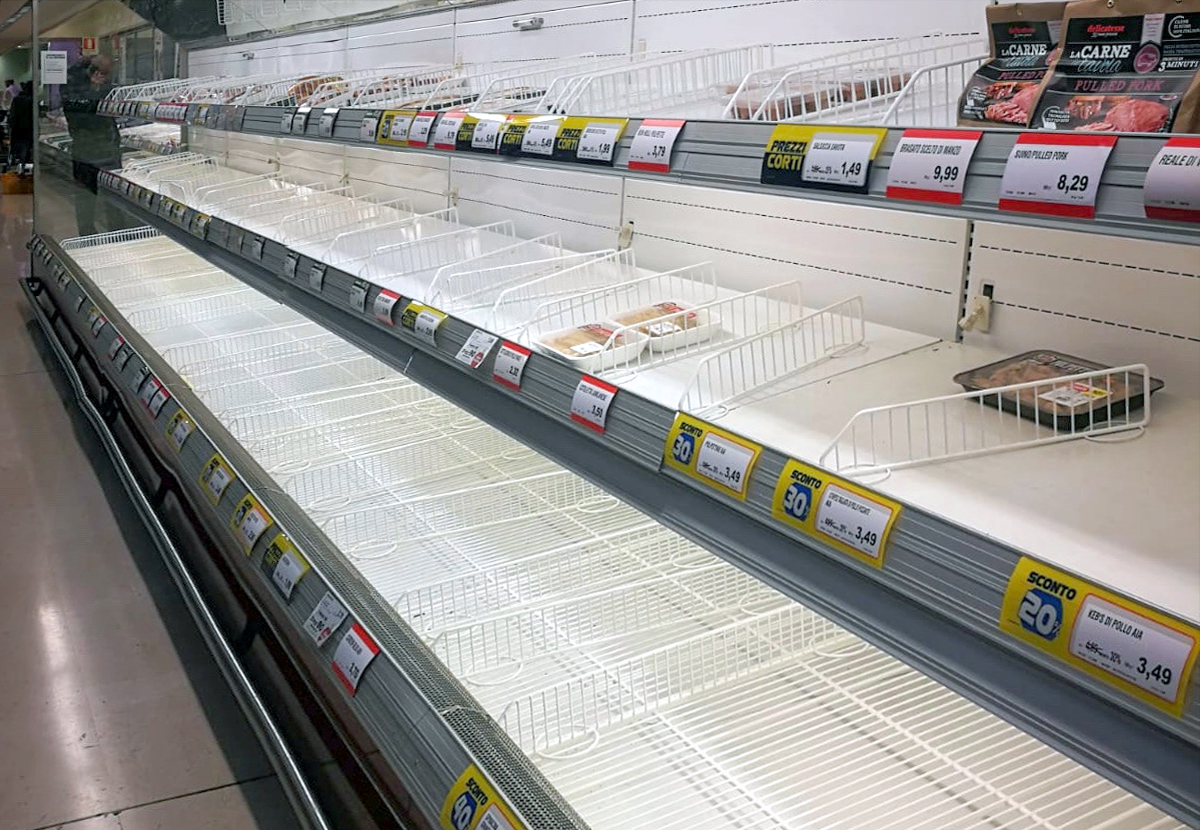
Порожні полиці магазину в Бергамо, 26 лютого 2020
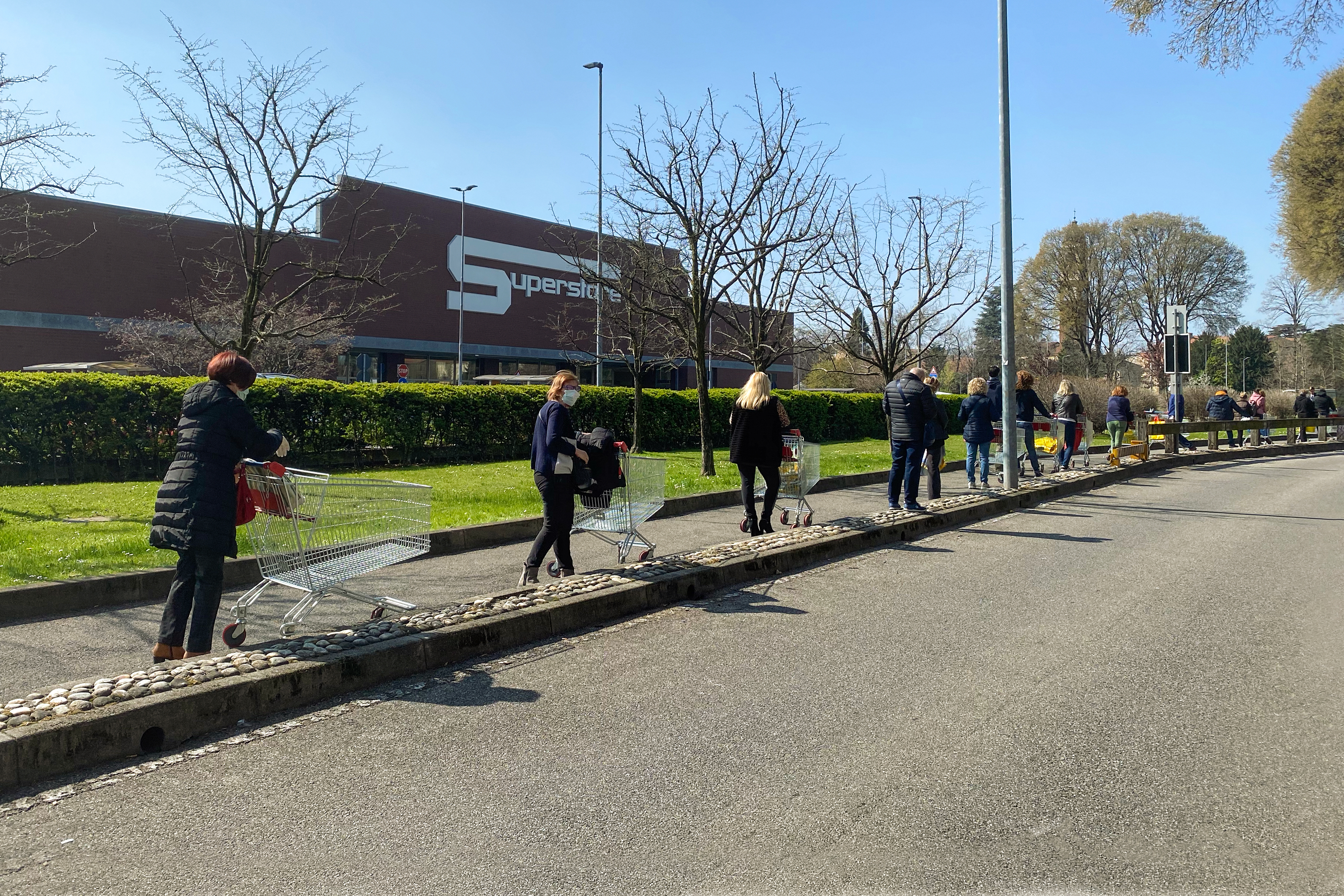
Черга до супермаркету Esselunga (близько 100 чоловік), всі намагаються дотримуватися дистанції в 3 м, 19 березня 2020